# Hertha (Schiff, 1905)
Die Hertha war ein deutsches Passagierdampfschiff.

## Geschichte
Die auf den Stettiner Oderwerken mit der Baunummer 547 gebaute Hertha wurde am 7. Juni 1905 von der Stettiner Dampfschiffs-Gesellschaft J. F. Braeunlich in Dienst gestellt. Sie wurde zunächst im Postdienst auf der Linie Sassnitz–Trelleborg, dem Vorläufer der sogenannten Königslinie, dann ab 1909 im Seebäderdienst von Stettin und Swinemünde zu den Seebädern an der Ostküste Rügens eingesetzt.
Die Kaiserliche Marine erfasste am 6. August 1914 das Dampfschiff und ließ es zunächst zum Hilfs-Lazarettschiff E umbauen. Als solches kam es jedoch nicht in Fahrt, sondern, nach erneutem Umbau, ab September 1914 als Hilfsminenschiff. Nach dem Ersten Weltkrieg erhielt die Reederei ihr Schiff zurück und setzte es im Seedienst Ostpreußen und zu gelegentlichen Fahrten nach Bornholm und Kopenhagen ein.
Ab Oktober 1939 wurde die Hertha im Dienst der Kriegsmarine als Wohn- und Zielschiff der 25. und ab 1943 der 23. U-Boot-Flottille eingesetzt.
Nach dem Ende des Zweiten Weltkriegs wurde sie an Großbritannien abgeliefert. Als Reparation fuhr sie ab 1946 als Heimara (Χειμάρρα) unter griechischer Flagge und sank am 19. Januar 1947 bei Nebel gegen 05:40 ca. eineinhalb Stunden nach Seitenberührung am Felsenriff Derakotos nordwestlich der Insel Parthenopi (Parthenopi: Hauptinsel der Verdougia Inseln) im südlichen Golf von Euböa zwischen Aghia Marina auf Attika und Styra auf Euböa. Es kam zu einer Kesselexplosion und Stromausfall. Bei dem Unglück, dem größten in der griechischen Schifffahrt, kamen von den 544 Passagieren und 86 Besatzungsmitgliedern mehr als 380 Personen ums Leben. Erst nach Stunden trafen andere Schiffe an der Unglücksstelle zur Hilfe ein. Der Kapitän hatte wegen schlechten Wetters am Cavo Doro (Südspitze von Euböa) die Route von Saloniki nach Piräus durch den Golf von Euböa über den Hafen von Chalkis gewählt. (Die britische Zeitschrift Parade berichtete, die Heimara sei durch eine Seemine gesunken, was sich später als unrichtig erwies.)

## Technik
Zwei Dreifachexpansionsdampfmaschinen mit zusammen 2.600 PS Leistung trieben zwei Propeller an. Das Schiff erreichte damit eine Geschwindigkeit von 15 kn.
Es konnten 1.280 Passagiere aufgenommen werden.